# Undercover: Operation Wintersonne
Undercover: Operation Wintersonne (русское название «Совершенно секретно: Операция Wintersonne») — графический квест, созданный силами Sproing Interactive Media.

## Сюжет
Действие Undercover: Operation Wintersonne разворачивается во время Второй мировой войны. По сюжету английская служба разведки МИ-6 направляет в Берлин специалиста по ядерной физике и профессионального разведчика, которые должны узнать всю правду об атомном проекте нацистской Германии.

## Отзывы
| Сводный рейтинг | Сводный рейтинг |
| Агрегатор       | Оценка          |
| --------------- | --------------- |
| GameRankings    | 62,80 %         |